# گریسی سینگ
گریسی سینگ (انگلیسی: Gracy Singh؛ زادهٔ ۲۰ ژوئیهٔ ۱۹۸۰) هنرپیشه اهل هند است. از فیلم‌هایی که وی در آن ایفای نقش کرده می‌توان به باج و مونا قلدره و محبت جادویی اشاره کرد.

## فیلم‌شناسی
فهرست برخی از فیلم‌هایی که گریسی سینگ در آنها به ایفای نقش پرداخته‌است:
- باج
- بلندگو
- مونا قلدره
- آرمان
- آب مقدس
- درقلب شما هستیم
- عشق خطرناک
- شارت